# 1936 год в театре
1936 год в театре

## Знаменательные события
- В Саратове основан театр кукол «Теремок»
- В Омске основан театр кукол
- В Березниках основан драматический театр.

## Персоналии

### Родились
- 4 января — Пеньков, Николай Васильевич, советский и российский актёр театра и кино, народный артист России
- 22 января — Джордже Мотой, румынский театральный деятель, актёр, театральный режиссёр. Заслуженный артист Румынии.
- 4 февраля — Завьялова, Александра Семёновна, советская и российская актриса театра и кино, заслуженная артистка России
- 2 марта — Саввина, Ия Сергеевна, советская и российская актриса театра и кино, народная артистка СССР
- 29 марта — Говорухин, Станислав Сергеевич, советский и российский актёр кино, кинорежиссёр, сценарист
- 4 апреля — Чуйков, Александр Александрович, советский и российский актёр театра и кино, драматург, театральный режиссёр, театральный педагог, народный артист РСФСР
- 9 апреля — Романов, Эрнст Иванович, советский и российский актёр театра и кино
- 21 апреля — Капитонов, Евгений Павлович, советский, украинский и российский актёр театра и кино, заслуженный артист Украины
- 23 апреля — Михайловский, Владимир Менделевич, советский и российский актёр театра и кино, заслуженный артист России
- 30 апреля — Шуранова, Антонина Николаевна, советская и российская актриса театра и кино, народная артистка РСФСР
- 9 мая — Джексон, Гленда, английская актриса
- 22 июля — Хитров, Станислав Николаевич, актёр театра и кино
- 27 июля — Лиепа, Марис-Рудольф Эдуардович, солист балета, балетмейстер, балетный педагог, актёр кино, народный артист СССР, лауреат Ленинской премии
- 20 августа — Фраччи, Карла, итальянская балерина, актриса кино и телевидения
- 1 сентября — Мерзликин, Николай Иванович, советский и российский актёр театра и кино, режиссёр
- 6 сентября — Майоров, Генрих Александрович, советский артист балета, балетмейстер, лауреат Госпремии СССР, заслуженный деятель искусств России и Бурятии
- 16 сентября — Кокшенов, Михаил Михайлович, советский и российский киноактёр и режиссёр, народный артист России
- 23 сентября — Эдвард Радзинский, советский и российский драматург, публицист, автор телепрограмм
- 29 сентября — Демидова, Алла Сергеевна, советская и российская актриса театра и кино, народная артистка РСФСР
- 8 октября — Куравлёв, Леонид Вячеславович, советский и российский актёр театра и кино, народный артист России
- 28 октября — Виктюк, Роман Григорьевич, советский, российский и украинский театральный режиссёр, Заслуженный деятель искусств Российской Федерации, Народный артист Украины, Народный артист Российской Федерации, художественный руководитель Театра Романа Виктюка
- 23 декабря — Селюцкий, Геннадий Наумович, солист балета Мариинского театра, балетный педагог, профессор, заслуженный деятель искусств Российской Федерации
- 24 декабря — Равикович, Анатолий Юрьевич, советский и российский актёр театра и кино, народный артист РСФСР
- 29 декабря — Марцевич, Эдуард Евгеньевич, советский и российский актёр театра и кино, народный артист России

### Скончались
- 9 апреля  –  Берта Фёрстрова-Лаутерерова, чешская оперная певица.
- 5 июля — Монахов, Николай Фёдорович, российский и советский актёр театра и кино, народный артист РСФСР
- 27 июля — Аркадий Яковлевич Арутюнян, армянский советский актёр театра и кино, народный артист Армянской ССР (1934).
- 19 августа — Лорка, Федерико Гарсиа — испанский поэт и драматург